# الجیرماه
ال-جیرماه یک منطقهٔ مسکونی در یمن است که در استان صنعا واقع شده‌است.